# II. Jahmesz

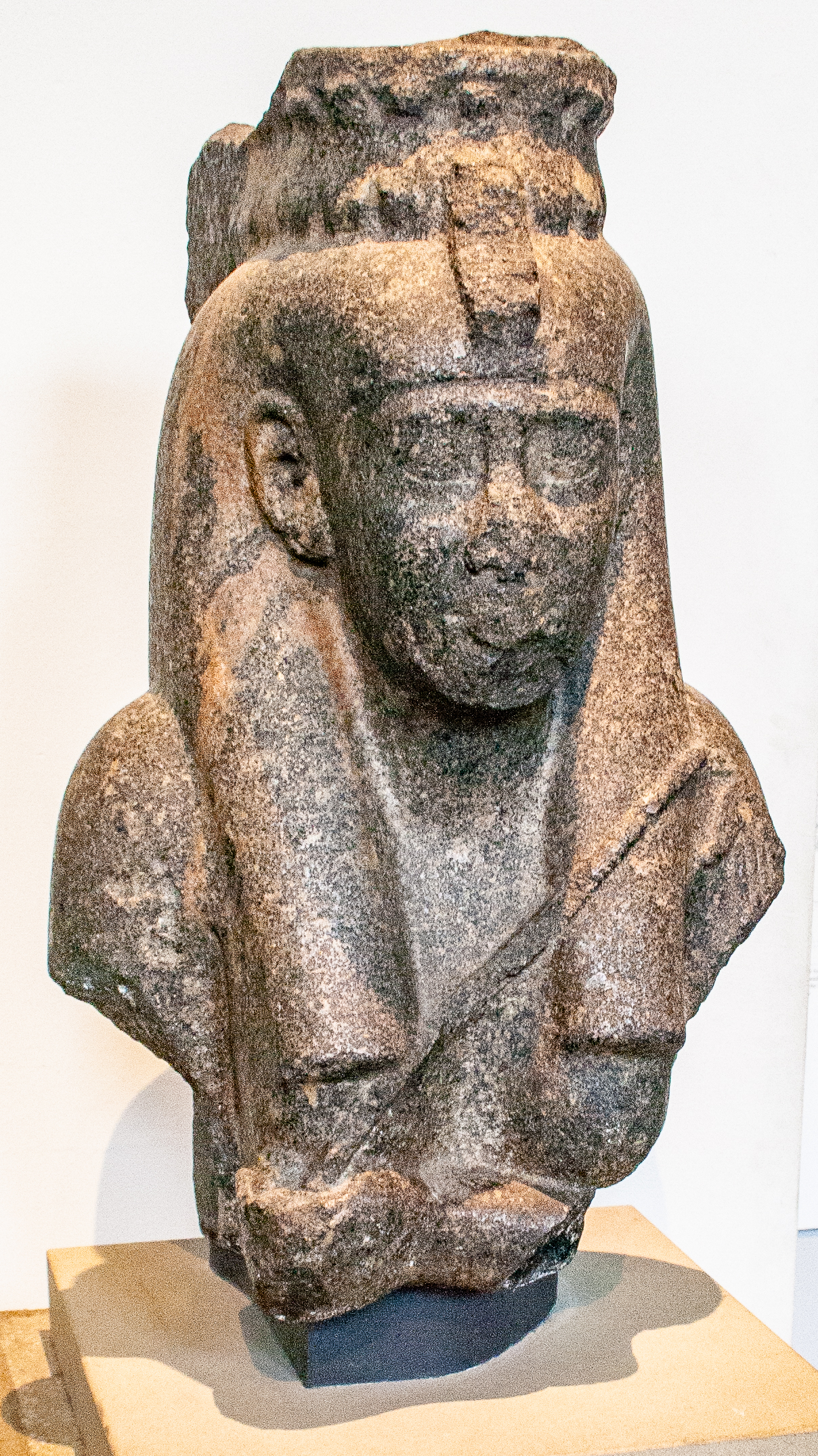
Egy 26. dinasztiabeli király anyjának a szobra, valószínűleg II. Jahmeszé (British Museum)

II. Jahmesz vagy Ahmosze, uralkodói nevén Hnumibré, görögösen Amaszisz (ógörögül: Ἄμασις, latinul: Amasis) (? – Kr. e. 526) egyiptomi fáraó Kr. e. 570-től haláláig.

## Élete

### Trónra jutása

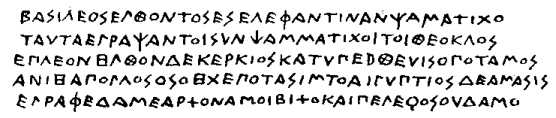
Jahmesz tábornok első ismert említése i. e. 592-ből

Életéről nagyrészt Hérodotosztól vannak információink, a görög történetíró által feljegyzetteket eddig nem sikerült tökéletesen alátámasztani korabeli bizonyítékokkal. Közrendű származású volt, II. Pszammetik, majd II. Uahibré fáraó alatt tábornokként szolgált. Az előbbire II. Ramszesz egyik Abu Szimbel-i kolosszusának talapzatára írt felirat a bizonyíték, amely szerint Jahmesz a núbiai hadjáratban az egyiptomi születésű katonák hadtestét vezette. Amikor a Küréné elleni szerencsétlen hadjárat miatt zendülés tört ki, ő ezt – noha kötelessége lett volna elnyomni – arra használta fel, hogy magát kiáltassa ki fáraóvá. Uahibrét görög zsoldosaival Momephisznél leverte, ezután még négy évig polgárháború dúlt közöttük.
Jahmeszt a későbbi irodalom népies, tréfacsináló uralkodóként ábrázolta. Az egyiptomi előkelők érdekeit szolgálta, valószínűleg sosem hagyták elfeledni, hogy kiknek a jóvoltából kerülhetett trónra. Jellemző, hogy amikor a perzsa hódítás után a papságnak juttatandó javadalmak mértékét kellett megállapítani, a Jahmesz ideje alatti állapotokat vették alapul. Adományaival elárasztotta az egyiptomi papságot is, valamint nagyszámú, fényes templomot, és más emlékműveket építtetett. Országában bölcs uralkodása alatt a földművelés, az ipar, a közlekedés és a kereskedelem hatalmas lendületet vett és nagyon felvirágzott.

### Kedvezés a görögöknek
Alig lépett azonban a trónra – ahelyett, hogy az előtte levő fáraók gyűlölt rendszerével, az idegenek dédelgetésével felhagyott volna – teljesen elődeinek a nyomdokaiba tért, és a görögök az ő uralma alatt még több kiváltságokban részesültek, mint valaha. A görög zsoldos csapatokat a saját testőrségévé tette, görög kereskedőknek települőhelyet engedélyezett Naukratiszban, megadta nekik a saját törvényhatóságot, valamint azt, hogy ott isteneiknek templomokat emeljenek. Mindezeket azzal tetézte, hogy két bennszülött, egyiptomi nő (Tentkheta és Nahtubaszterau) mellé két görög nőt is feleségül vett.

### Külső tényezők
Ami külpolitikáját illeti, meghódította Ciprust és szövetségre lépett a számoszi Polükratésszel. Szintén szerződéseket kötött Lüdiával, és Kürénével, később Spártával, sőt még a korábbi nagy ellenséggel, az Babilonnal is II. Kürosz Perzsiája, a frissen szerveződő Óperzsa Birodalom ellen.
Kroiszosz már jó ideje szövetségben állt Médiával. A perzsa hatalomátvétel után Lüdia a retorzió fő motorjává vált, de az események menetéből úgy tűnik, nem szövetségesi minőségében avatkozott be, azaz nem a médek védelme volt a célja, hanem sokkal inkább Média – illetve már Perzsia – kappadókiai területeinek megszerzése, mely egyben kiváló bázisul szolgálhatott volna Kilikia, sőt Babilon ellen is. Valószínűleg úgy gondolta, a perzsáknak még időre lesz szükségük helyzetük megszilárdítására, addig pedig viszonylag védtelenek.
Mire Kürosz Kr. e. 550-ben győzedelmesen fejezte be felkelését, Kroiszosz már össze is kovácsolta a perzsaellenes koalíciót. E társulás Babilon gyengesége és Spárta messzesége ellenére is eredményes lehetett volna, hiszen Jahmesz alatt Egyiptom hosszú ideje példátlan fellendülést ért meg. Egyiptom kiterjedt szövetségi rendszere egy esetleges háborúba bevonhatta volna a koalícióban eredetileg nem is szereplő Számoszt és Kürénét, ezenkívül a palesztinai és szíriai hűbéres fejedelmeket, melyek már csak névleg voltak Babilon vazallusai, s Egyiptom sikeres akciói révén a valódi elszakadásuk is remélhető lett volna.
Mindezen remények azonban éppen Kroiszosz miatt buktak meg. Nem várt arra, hogy szövetségeseinek expedíciós egységei összegyűljenek, egymaga vágott bele a nagy fába, Perzsiába. Mindjárt jó nagyot kanyarított ki: a médek összes Halüszon túli területeit bekebelezte. A koalíció további négy év alatt sem jutott túl a tárgyalási szakaszon, ezért Kroiszosz újabb magánakciót kezdeményezett. Kr. e. 546-ban átkelt a Halüszon, és ostrommal bevette Pteriát (a korábbi Hattuszaszt), Kappadókia fontos erősségét. További hadműveletekre abban a hadászati évadban nem maradt idő, Kroiszosz téli pihenőre vonult Szardeiszbe, biztos tudatában annak, hogy a következő évadban  folytathatja a perzsa területek nyirbálását. A koalíció már összegyűlt egységei hazatértek telelőre anyaországaikba.
Kürosz azonban váratlan módon télvíz idején kelt át a Halüszon, és keresztülvonult egész Lüdián, míg a meglepett Kroiszosz végül csak közvetlenül Szardeisz mellett tudott felállni ellene. Kroiszosz kitűnő lovassága váratlan és megsemmisítő vereséget szenvedett a perzsa gyalogságtól. Két hét múlva maga Szardeisz is elesett, pedig Kroiszosz ott akarta kivárni, hogy szövetségesei kivágják szorult helyzetéből. Jahmesz ugyan folytatta volna a koalíciós terveket, de az ősi ellenség, Babilon, és a bizalmatlan Spárta vele sokkal kevésbé értett szót, mint Kroiszosszal. Mire bármilyen eredményt elérhetett volna, Kisázsia már perzsa kézen volt, Kürosz pedig nyolc nyugalmas évet szentelhetett a Babilon elleni tervei végrehajtására.
Kürosz már ekkor Egyiptom felé tekintgetett, s buzgón kereste a potenciális szövetségeseket. Ennek egyik lépcsőfokát képezte az a lépése, hogy a korábban Babilon részét alkotó Júdeának önkormányzatot adott, sőt felélesztette a teokratikus királyságot is – bár egyelőre csak „kormányzói” szinten. Ilyen módon felvonulási útjának jó darabja biztosítva volt. A zsidóknak megengedte a hazatelepülést, melyet talán valóban azzal magyarázott meg nekik, hogy álmában az ő istenük szólt hozzá. Egyiptomban eredményesen működött a perzsa kémszolgálat, és minden szinten perzsabarát klikkek jöttek létre az egyiptomi kormányzattól kezdve a városok helyi vezetéséig. Jahmeszt ugyan a nemesség és katonaság tette királlyá – és kezdetben hallatlan népszerűségnek örvendett –, de az arisztokrácia nem nézte jó szemmel, hogy zsoldoshadseregére támaszkodva központosított monarchiát kívánt létrehozni. Kürosz azonban Baktriában meghalt, miközben a hátországát akarta biztosítani az egyiptomi hadjárat előtt.
II. Kambüszész egészen más módszert alkalmazott Egyiptom ellen, mint elődje. Fő erőit már i. e. 527 végén nyugatra irányította, és egy ideig személyesen vendégeskedett Júdeában. Fönícia megkezdte a perzsa hajóhad felszerelését, még Küprosz és Számosz is küldött néhány hajót. Júdeában kitűnő információkhoz jutott – többek közt Phanésztől, az Egyiptomban szolgáló görög zsoldoscsapatok fővezérétől – az egyiptomi romló belső helyzetről. Talán már itt tisztában volt vele, hogy az egyiptomi hajóhad is azonnal megadja magát, ahogy felvonul a határhoz.
Erre azonban már csak III. Pszammetik alatt került sor, mivel Jahmesz i. e. 526-ban meghalt.

## Titulatúra
A fáraók titulatúrájának magyarázatát és történetét lásd az Ötelemű titulatúra szócikkben.
| G5 |

| G5 |

| s | mn · n | U1 | mAa · t |

| s | mn · n | U1 | mAa · t |

| s | mn · n | U1 | mAa · t |

| s | mn · n | U1 | mAa · t |

| G5 |

| G5 |

| s | mn · n | U1 | mAa · t |

| s | mn · n | U1 | mAa · t |

| s | mn · n | U1 | mAa · t |

| s | mn · n | U1 | mAa · t |

| G16 |

| G16 |

| G39 | R24 | M44 | N18 · N18 |

| G39 | R24 | M44 | N18 · N18 |

| G16 |

| G16 |

| G39 | R24 | M44 | N18 · N18 |

| G39 | R24 | M44 | N18 · N18 |

| G8 |

| G8 |

| R8 | R8 | R8 | U21 |

| R8 | R8 | R8 | U21 |

| G8 |

| G8 |

| R8 | R8 | R8 | U21 |

| R8 | R8 | R8 | U21 |

| M23 | L2 |

| M23 | L2 |

| N12 | ms | R24 | zA |

| N12 | ms | R24 | zA |

| N12 | ms | R24 | zA |

| N12 | ms | R24 | zA |

| N12 | ms | R24 | zA |

| N12 | ms | R24 | zA |

| N12 | ms | R24 | zA |

| N12 | ms | R24 | zA |

| M23 | L2 |

| M23 | L2 |

| N12 | ms | R24 | zA |

| N12 | ms | R24 | zA |

| N12 | ms | R24 | zA |

| N12 | ms | R24 | zA |

| N12 | ms | R24 | zA |

| N12 | ms | R24 | zA |

| N12 | ms | R24 | zA |

| N12 | ms | R24 | zA |

| G39 | N5 | \| \| |
|     |    |       |

|  |

| G39 | N5 | \| \| |
|     |    |       |

|  |

| ra | W9 | m | ib |

| ra | W9 | m | ib |

| ra | W9 | m | ib |

| ra | W9 | m | ib |

| ra | W9 | m | ib |

| ra | W9 | m | ib |

| ra | W9 | m | ib |

| ra | W9 | m | ib |

| G39 | N5 | \| \| |
|     |    |       |

|  |

| G39 | N5 | \| \| |
|     |    |       |

|  |

| ra | W9 | m | ib |

| ra | W9 | m | ib |

| ra | W9 | m | ib |

| ra | W9 | m | ib |

| ra | W9 | m | ib |

| ra | W9 | m | ib |

| ra | W9 | m | ib |

| ra | W9 | m | ib |